# 欧比耶
欧比耶（法語：Aubiet，法語發音：[objɛ]）是法国热尔省的一个市镇，属于欧什区。

## 地理
欧比耶（43°38'46"N, 0°47'1"E）面积38.96 平方千米，位于法国奧克西塔尼大區热尔省，该省份为法国西南部内陆省份，北起顺时针与洛特-加龙省、塔恩-加龙省、上加龙省、上比利牛斯省、大西洋比利牛斯省和朗德省接壤。
与欧比耶接壤的市镇（或旧市镇、城区）包括：昂桑、布朗克福尔、埃斯科讷伯夫、日蒙、利勒-阿尔内、瑞耶、吕桑、马尔桑、努加鲁莱、圣玛丽。

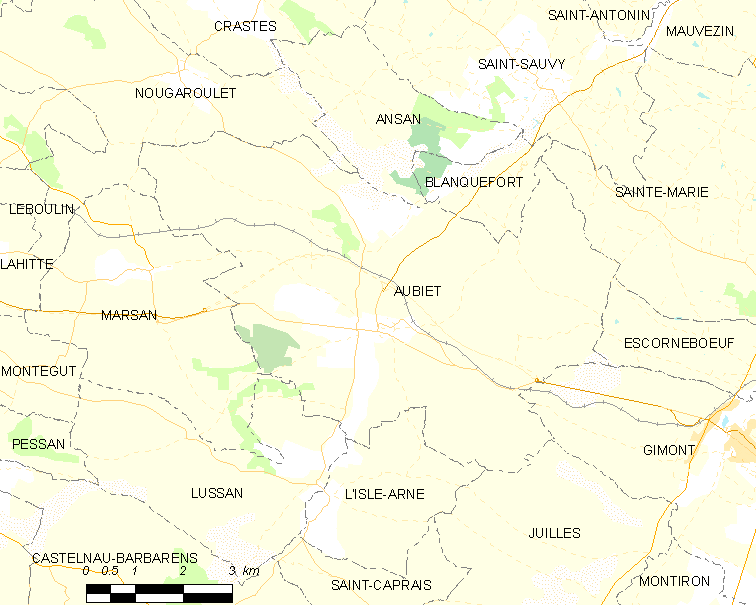
欧比耶的OSM定位图

欧比耶的时区为UTC+01:00、UTC+02:00（夏令时）。

## 行政
欧比耶的邮政编码为32270，INSEE市镇编码为32012。

## 政治
欧比耶所属的省级选区为欧什第二县。

## 人口

1962-2008年间欧比耶人口变化图示

欧比耶于2022年1月1日时的人口数量为1127人。